# Agesíloc
Agesíloc (en llatí Agesilochus o Hegesilochus, en grec antic Ἀγεσίλοχος o Ἀγησίλοχος o Ἡγησίλοχος) fou un polític rodi, cap dels magistrats (Prytanis) de l'illa quan va esclatar la guerra entre el rei macedoni Perseu i Roma el 171 aC.
Va ser partidari de Roma i va recomanar als seus conciutadans que no s'impliquessin amb els macedonis. L'any 169 aC fou enviat com ambaixador a Roma, mentre un altre polític de la mateixa tendència, Agèpolis de Rodes, era enviat com ambaixador al cònsol romà Quint Marci Filip. El 168 aC el van enviar de nou com a ambaixador davant del cònsol Emili Paul·le a Macedònia i Agèpolis el va substituir com ambaixador a Roma, segons explica Polibi.